# 중앙칼리만탄주

중앙칼리만탄주의 위치

중앙칼리만탄주(인도네시아어: Provinsi Kalimantan Tengah)는 인도네시아의 주 가운데 하나로, 칼리만탄 지방(인도네시아의 영토에 속해 있는 보르네오섬 남쪽 지역)을 구성하는 다섯 개의 주 가운데 하나이다. 주도는 팔랑카라야이며 인구는 2,202,599명(2010년 기준), 면적은 153,564km2이다.
1990년부터 2000년까지 매년 평균 2.7%의 인구 증가율을 기록했으며 당시 인도네시아의 주에서 가장 높은 인구 증가율을 기록했다. 원래는 무슬림 인구가 다수를 차지하는 남칼리만탄주의 일부였지만 1957년 다야크족이 자치권을 요구하면서 남칼리만탄주에서 분리되어 신설되었고 그로 인해 다야크족이 차지하는 인구 비율이 다른 주에 비해 높은 편이다.

중앙칼리만탄주의 기
중앙칼리만탄주의 문장

## 인구
| 연도                               | 인구      | ±%     |
| ---------------------------------- | --------- | ------ |
| 1971                               | 701,936   | —      |
| 1980                               | 954,353   | +36.0% |
| 1990                               | 1,396,486 | +46.3% |
| 1995                               | 1,627,453 | +16.5% |
| 2000                               | 1,801,965 | +10.7% |
| 2005                               | 1,914,900 | +6.3%  |
| 2010                               | 2,212,089 | +15.5% |
| 2015                               | 2,490,178 | +12.6% |
| 2020                               | 2,670,000 | +7.2%  |
| Source: Badan Pusat Statistik 2021 |           |        |